# Gmina Krościenko Wyżne
Die Gmina Krościenko Wyżne ist eine Landgemeinde im Powiat Krośnieński der Woiwodschaft Karpatenvorland in Polen. Ihr Sitz ist das gleichnamige Dorf.

## Geographie
Der Ort liegt im Jasło-Krosno-Becken des Sanoker Flachlands. Zu den Gewässern gehört der Wisłok. Im Westen grenzt die Gemeinde an die Stadt Krosno.

## Geschichte
Von 1975 bis 1998 gehörte die Gemeinde zur Woiwodschaft Krosno.

## Gliederung
Zur Landgemeinde (gmina wiejska) Krościenko Wyżne gehören zwei Dörfer mit jeweils einem Schulzenamt:
- Krościenko Wyżne
- Pustyny